# COVID-19 в Севастополе
В статье описывается распространение коронавирусной инфекции COVID-19 в Севастополе. Первый случай появления COVID-19 в городе был выявлен 27 марта 2020 года.
Как заявляют власти Российской Федерации, на 11 апреля 2021 года в регионе Севастополь зафиксировано 13 598 случаев заражения коронавирусом COVID-19, и на данный цифра продолжает расти. Это составляет 0,01 % от общего количества зараженных. На 11 апреля 2021 года в регионе Севастополь погибло уже 580 человек, летальность составляет 4,27 %. Полностью вылечили от вируса 12 501 человек, восстановление составляет 91,93 %. Властями Украины подробная статистика не проводилась.

## Предыстория
12 января 2020 года Всемирная организация здравоохранения (ВОЗ) подтвердила, что новый коронавирус был причиной респираторного заболевания в группе людей в городе Ухань, провинция Хубэй, Китай, о чём было сообщено ВОЗ 31 декабря 2019 года.
Коэффициент летальности COVID-19 был намного ниже, чем у SARS 2003 года но вирулентность гораздо выше со значительным общим числом погибших.

## Хронология
27 марта 2020 года в Севастополе было подтверждено 5 случаев заболевания. Больные вернулись из-за границы после посещения Франции, Великобритании и Юго-Восточной Азии. Об этом сообщил губернатор Севастополя Михаил Развожаев.
По состоянию на 18 апреля 2020 года российскими властями зарегистрировано 12 случаев заболевания.
На 23 апреля 2020 года в Севастополе зафиксировано 25 случаев заболевания.
30 апреля в Севастополе был зафиксирован первый летальный случай у пациента с вирусом, а 3 мая зафиксировали второй случай — умерла 73-летняя женщина. На этот день российскими властями было зафиксировано 89 случаев.

## Меры предосторожности
С 19 марта 2020 года российскими властями в городе были закрыты на карантин все школы, а высшие учебные заведения были переведены на дистанционное обучение, эти меры продлились до конца учебного 2019/2020 года и далее не возобновлялись.